# Nikolina Grabovac
Nikolina Grabovac je hrvatska košarkašica, članica hrvatske košarkaške reprezentacije.

## Karijera
Sudjelovala je na prvom završnom turniru ženskog europskog prvenstva na kojima je igrala Hrvatska, EP 1995. godine.